# Cavalry d'Oklahoma City
 (août 2017).
Le contenu est difficilement compréhensible vu les erreurs de traduction, qui sont peut-être dues à l'utilisation d'un logiciel de traduction automatique.
La Cavalry de Lawton-Fort Sill, ou Lawton-Fort Sill Cavalry en anglais, était un club de basket-ball de ligue mineure basée à Lawton, Oklahoma. Ils ont joué pour la Premier Basketball League après avoir été dans la Continental Basketball Association. Ils ont remporté un titre de PBL et ont aussi été trois fois champions de CBA. À sa création l'équipe était connue sous le nom d'Oklahoma City Cavalry, elle concourut à Oklahoma City et garda ce nom de 1990 à 1997.
Les nouveaux Oklahoma Cavalry étaient de base être la réincarnation de la première équipe appelé Oklahoma City Cavalry, ils commencèrent à jouer en 2007. La franchise était programmée pour jouer dans la American Basketball Association et avait demander à jouer dans la Abe Lemons Arena sur le campus de L'Université d'Oklahoma City en anglais, mais toutefois l'université refusa. En raison du manque de soutien d'Oklahoma City et du désir des officiels de la ville d'une franchise NBA permanente, les propriétaires décidèrent de chercher un autre endroit pour la nouvelle franchise, Cavalry. Ils déménagèrent à Lawton, Oklahoma et jouèrent au Great Plains Coliseum.
Moins d'un an plus tard, à la suite du déménagement des Seattle Supersonics, Oklahoma City obtint son équipe NBA, le Thunder d'Oklahoma City.

## Coachs
Lors de ses débuts, la franchise eu plusieurs coachs, notamment Henry Bibby et Russ Bergman. Lors de la "re-création" de la franchise en 2007 Michael Ray Richardson s'installa au poste de coach, ancien entraîneur des Albany Patroons. Il fut mis à la porte pour avoir eu des commentaires offensants utilisant des stéréotypes juifs, durant sa première année. Cliff Levingston fut choisi comme nouvel entraîneur. Après un changement de propriétaire durant la saison, Richardson fut ré-embauché.

## Saison 2007-2008
Lors de leur saison inaugurale, les Cavs ont compilé 30 victoires pour 18 défaites, finissant 2ème de la Conférence Ouest, ils se qualifient pour les play-offs. À la suite d'une victoire renversante lors de la finale de la Conférence Ouest sur les doubles champions en titre, les Yakima Sun Kings, Oklahoma obtint son billet pour les finales. Ils remportèrent la série 3 matchs à 2 contre les Minot Sky Rockets.
En commençant les CBA finals, la franchise changea de nom pour Lawton-Fort Sill Cavalry pour mieux associer l'équipe avec la ville où ils évoluent.

## Saison 2008-2009
À cause des difficultés financières, la saison 2008-2009 de CBA commença seulement le 3 février. La finale CBA au meilleur des trois opposa le numéro 2 de leur côté, Albany Patroons, au numéro 1 de l'autre, les Lawton-Fort Sill. Encore à cause des difficultés financières, tous les matchs ont été joués à Albany. Les Lawton-Fort Sill Cavalry gagnent leur second titre d'affilée 2 matchs à 1. Le titre se joua en overtime sur le score de 109-107. Ce fut la première fois qu'un championnat de CBA se décida en prolongation.

## Saison 2009-2010
En Août 2009,les Cavalry annoncent qu'ils vont rejoindre la Premier Basketball League pour la saison 2010. Ils entamèrent les play-offs en tant que 1er de conférence avec un bilan avec de 19-2. Tout d'abord, ils écartèrent les Halifax Rainmen en 2 matchs, pour jouer les Rochester Razorsharks, qui venaient juste d'éliminer le numéro 2 de l'autre conférence, les Puerto Rico Capitanes,pour les PBL finals. Lawton perd le 1er match à Rochester 110-106 et voit son pivot Oliver Miller, éjecté et suspendu pour le reste de la série pour être entré dans les stands pour faire face aux fans qui jettent des objets chez Micheal Ray Richardson, qui a été éjecté auparavant. Mais les Cavs vont facilement renverser la vapeur et remporter les 2 derniers matchs. Avec ce dernier titre, les Cavalry ont été 3 fois champions en seulement 3 ans d'existence à Lawton, avec les deux derniers titres de CBA.

## Saison 2010-2011
Les Lawton-Fort Sill Cavalry ont fini la saison 2010-2011 avec 17 victoires pour 2 défaites, pour le premier tour des play-offs, ils retrouvèrent les Halifax Rainmen, le premier match fut une défaite ce qui mit fin à la série de 33 victoires à domicile qui datait de lorsqu’ils jouaient encore en CBA. Les Cavalry gagneront les deux prochains matchs pour accéder une nouvelle fois aux finales, finales qui seront un "rematch" de celles de l'an passé. Les Rochester Razorsharks gagnèrent le premier match 105-101 chez eux, le 15 avril 2011. Puis Rochester remporte le championnat 2 à 1.
Le 19 avril 2011, la Cavalry annonce que l'équipe ne retournera pas en PBL pour une troisième saison. Le lendemain, les propriétaires annoncent qu'ils suspendaient les opérations, sans pouvoir trouver une ligue appropriée pour continuer à être l'un des facteurs.

## Joueurs notables
- Voshon Lenard
- John Starks
- Isaac Austin
- Richard Dumas
- Ryan Minor
- Elmer Bennett
- Doug Smith
- Jimmy Oliver
- Erick Strickland
- James Martin
- Sam Mack
- Oliver Miller
- Gabe Freeman
- Elvin Mimes
- Kermit Holmes
- Jerome Lane
- Sebastian Neal
- Keith Owens
- Corey Williams
- Kelsey Weems